# Mauro Boselli
Mauro Boselli (Buenos Aires, 22 de maio de 1985), mais conhecido como Boselli, é um ex-futebolista argentino que atuava como centroavante. 

## Carreira

### Boca Juniors
Revelado pelo Boca Juniors, estreou profissionalmente em 6 de julho de 2003, em uma goleada de 7-2 sobre o Rosario Central.
Apenas uma temporada depois, retornou ao Boca, para permanecer por duas temporadas.

### Málaga B
Com o seu destaque no Boca Juniros em 2005, foi contratado pelo Málaga B. 

### Estudiantes
Em 2008, foi contratado pelo Estudiantes, marcou o gol na final contra o Cruzeiro que garantiu o título da Copa Libertadores em 2009, sendo artilheiro da competição. Também marcou um gol contra o Barcelona na final do Mundial de Clubes daquele ano porém foi vice da competição. 

### Wigan
Devido ao destaque, se transferiu para o Wigan em 2010.

### Genoa
No dia 13 de janeiro de 2011, acerta sua transferência por empréstimo para o Genoa.

### León
Em junho de 2013 se transferiu para o León. Atualmente, ele é o segundo maior goleador do clube em toda a sua história, com 130 gols marcados em todas as competições. 

### Corinthians
Em 4 de janeiro de 2019, sua chegada ao Corinthians foi confirmada, assinando contrato por duas temporadas. Em sua apresentação oficial, Boselli foi lembrado pelo antigo atacante Carlos Tévez e ressaltou que espera alcançar o sucesso obtido pelo antecessor.
| “ | Talvez eu não faça gols como ele fez, mas podem me comparar com um centroavante mais de área, outro estilo de atacante. O que Tévez fez aqui foi magnífico, tomara que eu consiga fazer metade do que ele conseguiu. | ” |

Boselli estreou pelo time paulista contra a Ponte Preta em partida válida pela terceira rodada do Campeonato Paulista substituindo o atacante Gustavo Silva, em sua opinião considerou que teve uma primeira partida muito boa apesar da chuva.
| “ | Um dia muito particular, choveu muito, mas a equipe saiu com um grande resultado, que precisávamos muito. | ” |

Fez a sua estreia, com a camisa do clube paulista, no dia 26 de janeiro de 2019, em uma vitória por 1–0, contra a Ponte Preta, na Neo Química Arena, pelo Campeonato Paulista 2019.
Marcou seu primeiro gol, com a camisa do alvinegro paulista, no dia 24 de fevereiro de 2019, em uma vitória por 1–0, contra o Botafogo SP, válido pela oitava rodada do Campeonato Paulista 2019.
No ano de 2020, Boselli começou como titular do técnico Tiago Nunes, dando destaque para sua atuação na primeira rodada, válida pelo Campeonato Paulista, contra o Botafogo-SP, onde marcou 3 gols.
Em 24 de dezembro de 2020, Boselli anunciou a sua saída do Corinthians, após o término do seu contrato no dia 31 de dezembro de 2020.

### Cerro Porteño
Em 12 de janeiro de 2021, foi contratado pelo Cerro Porteño.

### Retorno ao Estudiantes e despedida do futebol com título
No dia 10 de janeiro de 2022, acertou seu retorno ao Estudiantes. Em 13 de dezembeo de 2023, fez sua despedida oficial do futebol na decisão da Copa Argentina contra o Defensa y Justicia conquistando seu último título.

## Títulos
Boca Juniors
- Copa Sul-Americana: 2004
- Copa Libertadores da América: 2007

Estudiantes
- Copa Libertadores da América: 2009
- Copa da Argentina: 2023

Wigan
- Copa da Inglaterra: 2012-13

León
- Campeonato Mexicano: Apertura 2013, Clausura 2014

Corinthians
- Campeonato Paulista: 2019

Cerro Porteño
- Campeonato Paraguaio: 2021